# Coleophora albitarsella
Coleophora albitarsella é uma espécie de mariposa do gênero Coleophora pertencente à família Coleophoridae.